# Cornelius O’Leary
Cornelius O’Leary (* 30. September 1927 in Limerick, Republik Irland; † 7. September 2006) war ein irischer Historiker und Politikwissenschaftler.

## Leben
O’Leary wuchs in Cork in Irland auf und besuchte dort das University College Cork (UCC), wo er 1949 mit einem ehrenvollen Diplom in Geschichte und Latein abschloss. Seinen Ph.D. errang er am Nuffield College in Oxford bei dem Wahlforscher David Butler. Bis zum Abschluss seiner Doktorarbeit unterrichtete er in London an verschiedenen höheren Schulen.
1960 wurde er als Katholik an die Queen’s University Belfast in Belfast, Nordirland, als Dozent für Politische Wissenschaften berufen. 1962 wurde seine Doktorarbeit in Oxford bei Clarendon Press veröffentlicht. Seine Berufung zum Professor in Belfast wurde jahrelang abgelehnt und erfolgte erst im Jahre 1979. O’Leary erklärte sich dies damit, dass die Universität im Jahre 1960 und später von den Unionisten beherrscht war.
O’Leary befasste sich als Bürger der Republik Irland, trotz der Ablehnung durch das protestantische Establishment Nordirlands, mit dem Phänomen des Unionism, wurde sogar Berater der Ulster Defence Association (UDA). In den letzten Jahren seines Lebens trat O’Leary für die Lebensrechtsbewegung ein und befürwortete das Eighth Amendment of the Constitution of Ireland, das ein Verbot von Abtreibung in der Verfassung des Landes festschreibt. Diese Haltung brachte ihm die Gegnerschaft vieler irischer Frauenrechtlerinnen ein.
Gegen Ende seines Lebens wurde O’Leary alkoholabhängig, versäumte Vorlesungen und Seminare und lebte zum Schluss ohne feste Adresse in Hotels und Pensionen. O’Leary starb am 7. September 2006 nach kurzer Krankheit. Er liegt auf dem Friedhof der Abtei von Timoleague im County Cork in Irland begraben.

## Werke (Auswahl)
- Doktorarbeit: The Elimination of Corrupt Practices in British Elections, 1868–1911. Clarendon Press, Oxford 1962.
- mit Ian Budge: Belfast: Approach to Crisis. A Stud< of Belfast Politics, 1613–1970. Macmillan, London 1973, ISBN 0-333-01708-0.
- Celtic Nationalism: An Inaugural Lecture Delivered before the Queen's University of Belfast on 11. May 1981. University of Belfast, Belfast, Nordirland 1982, ISBN 0-85389-211-3.
- mit Sydney Elliot und R. A. Wilford: The Northern Ireland Assembly, 1982–1986: A Constitutional Experiment. Hurst 1988, ISBN 1-85065-036-5.
- mit Patrick Maume: Controversial Issues in Anglo-Irish Relations 1910–1921. Four Courts Press, Dublin 2004, ISBN 1-85182-657-2.